# Hydrochus monishi
Hydrochus monishi är en skalbaggsart som beskrevs av Dewanand Makhan 1995. Hydrochus monishi ingår i släktet Hydrochus och familjen gyttjebaggar. Inga underarter finns listade i Catalogue of Life.